# Arrondissement Marvejols
Marvejols is een voormalig arrondissement in het departement Lozère in de Franse regio Occitanie. Het arrondissement werd op 17 februari 1800 gevormd en op 10 september 1926 opgeheven. De tien kantons werden bij de opheffing toegevoegd aan het arrondissement Mende.

## Kantons
Het arrondissement was samengesteld uit de volgende kantons:
- kanton Aumont-Aubrac
- kanton La Canourgue
- kanton Chanac
- kanton Chirac
- kanton Fournels
- kanton Le Malzieu-Ville
- kanton Marvejols
- kanton Nasbinals
- kanton Saint-Chély-d'Apcher
- kanton Serverette